# صفحه‌کلید تلفن

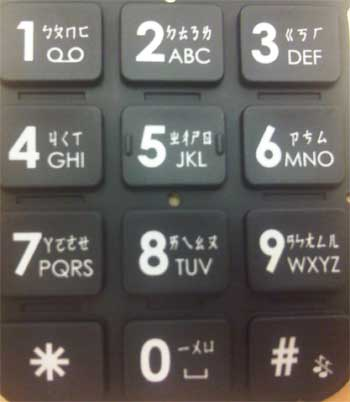
صفحه‌کلید تلفن

صفحه‌کلید تلفن یک صفحه‌کلید است که در تلفن‌های تن مشاهده می‌شود. این صفحه‌کلید در دههٔ ۱۹۶۰، در هنگام معرفی تلفن‌های سیستم تن به‌جای تلفن‌های پالس و چرخشی، معرفی و استاندارد شده‌است. اختراع صفحه‌کلید به جان کارلین (John E. Karlin) نسبت داده که در آزمایشگاه‌های بل فعالیت می‌کرد.
صفحه‌کلیدهای فعلی به صورت در یک شبکهٔ ۳ × ۴ بوده که یک کلید ستاره در پایین سمت چپ و یک کلید هش (مربع) در سمت راست پایین آن قرار دارد. بر روی دکمه‌های ۲ تا ۹ نیز حروف انگلیسی A-Z درج شده که مهم‌ترین کاربرد آن جهت فون‌واژه است.